# Duke Energy
Duke Energy (NYSE : DUK), est une société par actions américaine du secteur énergétique qui produit, transporte et distribue de l'électricité. Ses centrales électriques de base et de pointe ont une puissance installée totale, en 2009, de 35 000 mégawatts. Son siège social est situé à Charlotte, en Caroline du Nord.
Duke distribue la production de ses centrales à plus de 7 millions de clients répartis dans les Carolines et dans le Midwest. Le territoire de Duke Energy est d'une superficie de 47 000 mi2 (121 700 km2) et son réseau de distribution d'une longueur de 106 000 mi (170 600 km). La quasi-totalité de la production des centrales de Duke dans le Midwest est de source fossile: charbon, gaz naturel et mazout, alors que la moitié de l'électricité produite dans les Carolines provient de centrales nucléaires. En 2006, Duke Energy a produit 148,8 térawatts-heures d'électricité. La société exerce ses activités aux États-Unis et en Amérique latine.
Depuis sa fusion avec Progress Energy en janvier 2011, le groupe est devenu le plus grand fournisseur d'électricité aux États-Unis.
Une filiale de Duke Energy, Duke Energy Generation Services (DEGS), se spécialise dans la construction et l'exploitation de centrales électriques à travers les États-Unis. Cette division de l'entreprise exploite des centrales d'une puissance installée totale de 6 600 mégawatts. Elle construit 240 mégawatts d'éoliennes et planifie la construction de 1 500 mégawatts supplémentaires. Le 9 septembre 2008, DEGS met à jour ses projections dans le secteur de la production éolienne, prévoyant atteindre le cap des 500 MW à la fin 2008 en plus d'augmenter ses objectifs de croissance pour les porter à 5 000 MW.

## Historique

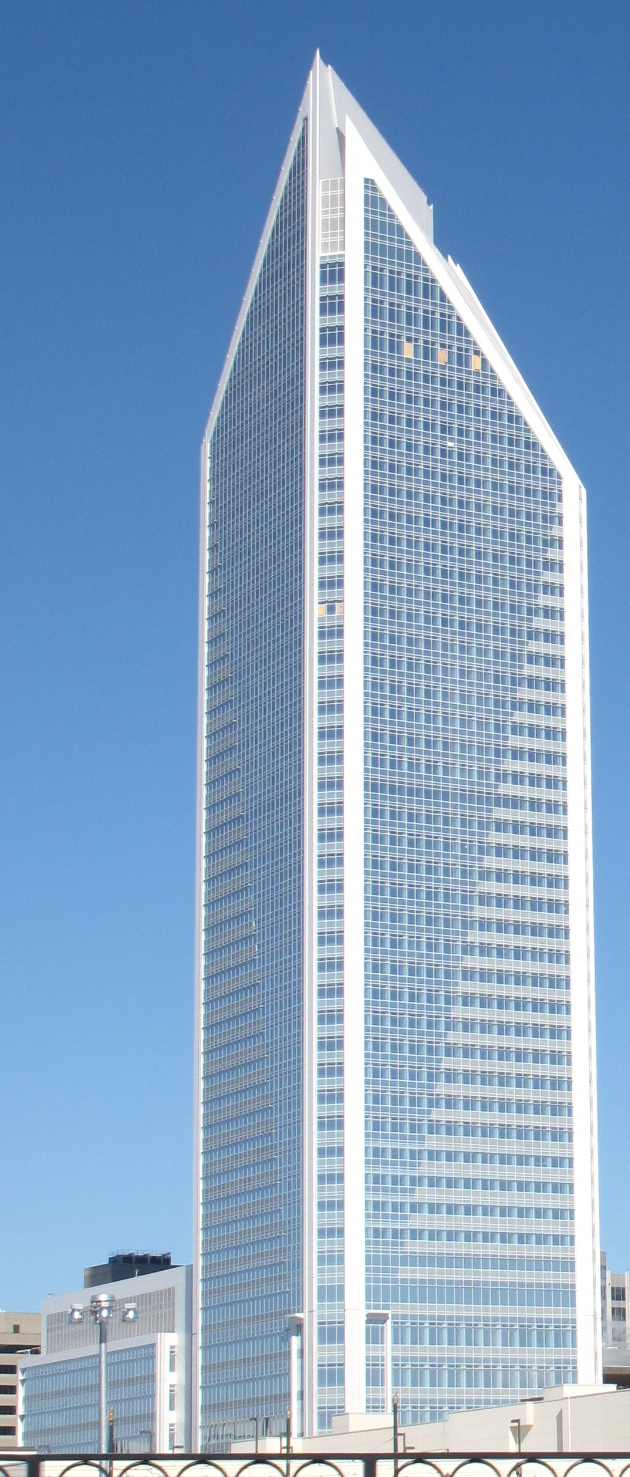
Le Duke Energy Center à Charlotte.

La société a commencé ses activités en 1900 sous le nom de Catawba Power Company. Fondée par le Dr Walker Gill Wylie et son frère, l'entreprise a financé la construction d'une centrale hydroélectrique à India Hook Sholes, sur la rivière Catawba. Désireux d'obtenir du financement additionnel pour la poursuite de son ambitieux programme de construction de centrales hydroélectriques, Wylie convainc James Buchanan Duke d'investir dans la Southern Power Company  fondée en 1905, plus tard connue sous le nom de Duke Power.
Jusqu'aux années 1960, Duke Power avait pour politique de refuser de recruter du personnel afro-américain. L'adoption du Civil Rights Act de 1964 a forcé Duke Power à modifier ses pratiques d'embauche. L'entreprise a adopté un système de recrutement au mérite, et exige un diplôme d'études secondaires ou d'un score minimum à un test de QI.
Un conflit de travail en 1973 entre un groupe de mineurs et Duke Energy a fait l'objet du documentaire Harlan County, U.S.A.. Le film de Barbara Kopple présente l'utilisation de fiers-à-bras armés pour intimider les grévistes au cours du conflit. Le film a remporté l'Academy Award du meilleur documentaire lors de la cérémonie des Oscars de 1976.
Nantahala Power & Light Co., qui desservait le sud-ouest de la Caroline du Nord, a été acquise par Duke en 1988, et la nouvelle filiale opère sous la raison sociale de Duke Power - Nantahala. En 1997, Duke Power fusionne avec PanEnergy pour former Duke Energy. L'utilisation de la raison sociale Duke Power s'est poursuivie pour les activités dans le domaine de l'électricité jusqu'à la fusion avec Cinergy.

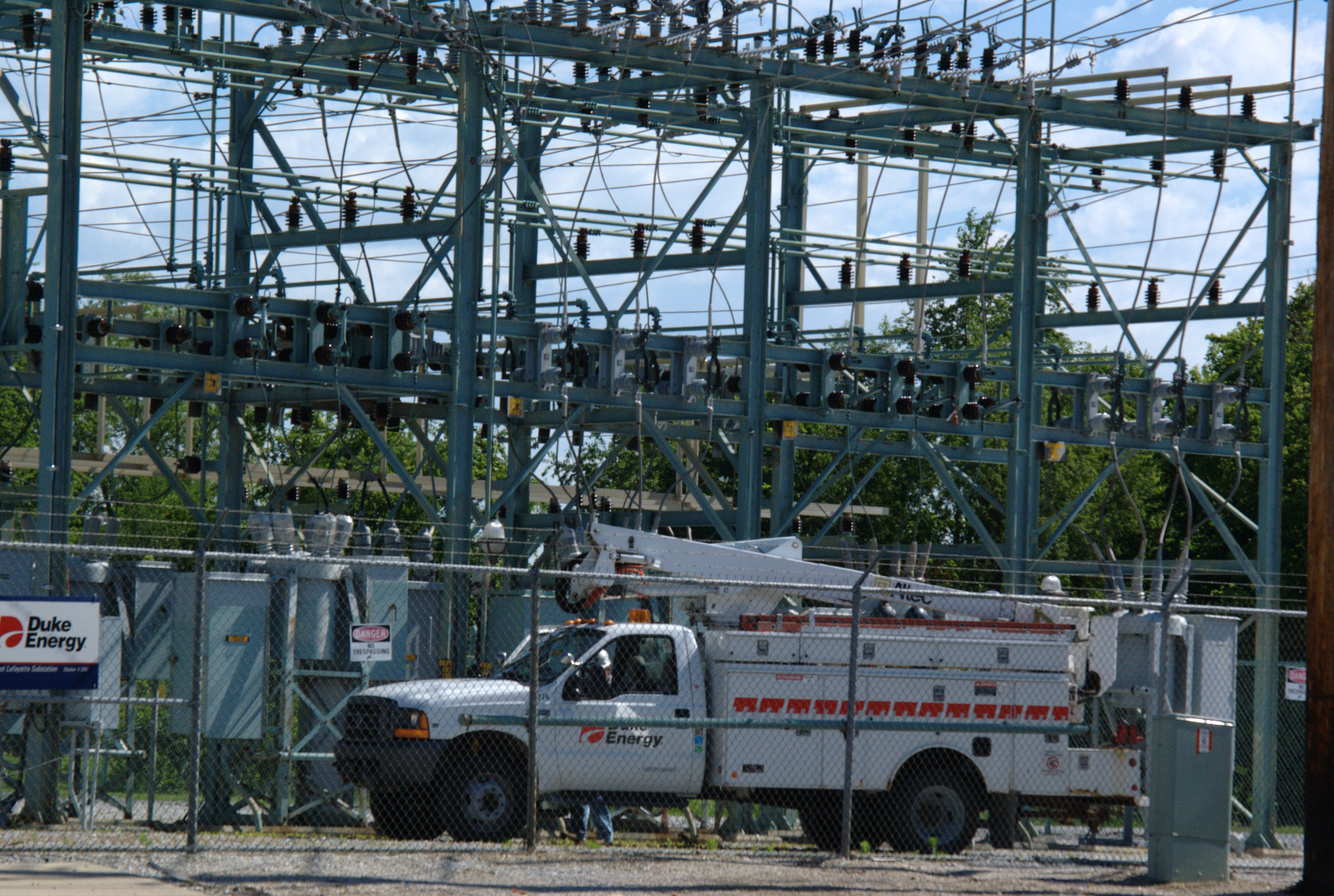
Un poste électrique à Lafayette (Indiana). Duke Energy a fait son entrée dans le marché du Midwest avec l'acquisition de Cinergy, en 2006.

Avec l'acquisition de Cinergy Corporation, annoncée en 2005 et achevée le 3 avril 2006, le territoire desservi par Duke Energy comprend maintenant une partie du Midwest américain. La société exploite des centrales nucléaires, des centrales au charbon, des centrales hydroélectriques, des turbines au gaz naturel. L'entreprise exploite des centrales à réserve pompée, pour servir la demande de pointe. En 2006, Duke Energy a également acquis Union Gas, de Chatham (Ontario), une entreprise réglementée par la Commission de l'énergie de l'Ontario.
Le 3 janvier 2007, Duke Energy a cédé ses participations dans le secteur du gaz naturel, y compris dans sa filiale Union Gas, acquise l'année précédente, pour former Spectra Energy. Les actionnaires de Duke Energy recevant une action de Spectra Energy contre deux actions de Duke Energy. Depuis la transaction, la majorité des revenus de Duke Energy proviennent de ses entreprises électriques en Caroline du Nord, et en Caroline du Sud, au Kentucky, en Ohio et en Indiana.
En janvier 2011, Duke Energy annonce un projet de fusion avec Progress Energy, via une transaction d'un montant de 13,7 milliards de $. Créant un groupe avec une capacité de production de 57 GW, qui dessert 7,1 millions de clients, pour une capitalisation boursière de 37 milliards de dollars. Dans ce projet de fusion, les actionnaires de Duke devraient posséder 63 % du nouveau groupe, alors que ceux de Progress Energy en auront 37 %,,. La société devient ainsi le plus grand fournisseur d'électricité aux États-Unis. La fusion entre Duke Energy et Progress Energy a été réalisée en partie par un emprunt de 6 milliards de dollars dont 11 % a été assuré par des banques chinoises.
En octobre 2016, Duke Energy annonce la vente de ses activités à l'international, principalement située en Amérique latine. Cela consiste à vendre pour 1,2 milliard de dollars une capacité de production 2 300 MW situé au Pérou, Chili, Équateur, Guatemala, Salvador et en Argentine au fonds d'investissement I Squared Capital, ainsi que vendre pour 1,2 milliard de dollars une capacité de production de 2 090 MW à China Three Gorges Corporation.
En juillet 2025, Duke Energy annonce la vente de ses activités de distribution de gaz au Tennessee à Spire pour 2,48 milliards de dollars.

## Principaux actionnaires
Au 14 octobre 2021.
| The Vanguard Group                                 | 8,05% |
| State Street Global Advisors (en) Funds Management | 4,99% |
| Wellington Management                              | 4,07% |
| Massachusetts Financial Services                   | 3,29% |
| BlackRock Fund Advisors                            | 2,23% |
| Franklin Advisers                                  | 1,66% |
| Geode Capital Management                           | 1,60% |
| Capital Research & Management (Global Investors)   | 1,40% |
| Capital Research & Management                      | 1,38% |
| Northern Trust Investments                         | 1,19% |

## Protection de l'environnement
En 1999, l'Environmental Protection Agency (EPA) a intenté une action contre Duke Energy pour défaut de se conformer au Clean Air Act (loi sur l'assainissement de l'air). Duke a soutient que la réglementation que l'EPA a publié en vertu de la loi a été arbitrairement changée au cours des 25 dernières années. Les groupes environnementaux affirment de leur côté que Duke exploite des échappatoires de la loi pour augmenter ses émissions. Le tribunal de première instance a accueilli la position de Duke mais l'affaire Environmental Defense c. Duke Energy Corp  (05-848) a été portée en appel devant la Cour suprême des États-Unis en 2006. Dans une décision unanime, la Cour a statué en faveur des groupes environnementaux et contre Duke Energy, le 2 avril 2007.
En 2002, des chercheurs de l'Université du Massachusetts à Amherst ont placé Duke Energy au 46e rang des plus grands émetteurs industriels de pollution atmosphérique aux États-Unis, avec des rejets annuels de 36 millions de lb de produits chimiques toxiques. Les principaux polluants incluent l'acide chlorhydrique l'acide sulfurique, des composés du chrome, et le fluorure d'hydrogène. Le Political Economy Research Institute classe  Duke Energy au 13e rang des sociétés émettrices de polluants atmosphériques aux États-Unis. Le classement est établi sur la quantité (80 millions lb en 2005) et la toxicité des émissions. Ce changement découle de l'acquisition de Cinergy - qui dépend beaucoup des combustibles fossiles - en 2005.
Au début de 2008, Duke Energy a annoncé son intention de construire l'unité 6 de la centrale au charbon de Cliffside (800 MW) 55 mi (89 km) à l'ouest de Charlotte, Caroline du Nord. Le plan a été fortement contesté par des groupes environnementaux, comme Rising Tide North America, Rainforest Action Network, la coalition communautaire Canary Coalition et le Southern Environment Law Center, qui menacent Duke de poursuite si elle n'abandonne pas le projet. Le 1er avril, des militants se sont enchaînés à la machinerie du chantier de Cliffside dans le cadre du Fossil Fools Day
Duke Energy a appuyé la mise en œuvre d'un marché d'échange de droits d'émission pour lutter contre les émissions de CO2. L'entreprise s'est retirée de la National Association of Manufacturers, en raison notamment de divergences sur la question des changements climatiques,.
En février 2010, Duke Energy s'est retrouvée impliquée dans une controverse avec la nation Cherokee, qui s'oppose à la construction d'un poste électrique sur les terres sacrées du tumulus de Keetoowah, en Caroline du Nord. Le conseil tribal Cherokee a adopté une résolution déclarant : « Il est de la responsabilité solennelle de cette Tribu et son devoir moral de protéger l'ensemble de Kituwah de toute profanation et dégradation par l'Homme afin de préserver l'intégrité du site le plus important des origines et du développement de la culture, du patrimoine, de l'histoire et de l'identité Cherokee. »  Le 9 mars 2010, Duke Energy se voit imposer un moratoire de 90 jours sur la construction du poste électrique.
En janvier 2025, la ville de Carrboro, en Caroline du Nord, a déposé le premier procès pour responsabilité climatique aux États-Unis contre Duke Energy, accusant l'entreprise d'avoir mené une « campagne de déception » pendant plusieurs décennies pour dissimuler les risques climatiques liés aux énergies fossiles.L'action en justice affirme que Duke Energy aurait  retardé des mesures essentielles pour réduire les émissions de carbone, ce qui aurait entraîné une augmentation des coûts pour lutter contre le changement climatique. Elle fait également référence à des preuves historiques, notamment des avertissements datant de 1969, lorsque les entreprises qui ont précédé Duke ont été mises en garde contre les dangers à long terme de l'augmentation des émissions de carbone, et une étude de 1984 prédisant les conséquences dévastatrices d'une utilisation incontrôlée des combustibles fossiles. D'après les plaignants Duke Energy aurait continué à développer son infrastructure de combustibles fossiles et à s'opposer aux réglementations sur le climat, malgré ces avertissements,.

## Projets de construction

### Centrale nucléaire
Le 16 mars 2006, Duke annonce qu'elle a choisi le comté de Cherokee en Caroline du Sud en vue de construire une nouvelle centrale nucléaire. Le site est détenu conjointement par Duke et Southern Company. Duke envisage de construire deux réacteurs à eau pressurisée de type AP1000 de Westinghouse. Chaque réacteur a une puissance nominale de 1 117 mégawatts.
Le 14 décembre 2007, Duke a présenté une demande de permis de construction et d'exploitation à la Autorité de sûreté nucléaire américaine en plus d'annoncer qu'il consacrera 160 millions de dollars en 2008 à cette centrale, dont le coût estimé varie entre 5 et 6 milliards de dollars.
Le site sélectionné sera adjacent au site abandonné au début des années 1980. Le site a été utilisé par James Cameron comme décor pour son film Abyss.

### Cogénération à la biomasse
Duke Energy s'est associée avec le géant français du secteur nucléaire, AREVA. La coentreprise, connue sous la raison sociale ADAGE, a pour but de construire une série de centrales de cogénération à la biomasse dans l'ensemble des États-Unis.
ADAGE planifie la construction d'une de ces centrales dans le comté de Mason, dans l'état de Washington. Le président d'ADAGE, Reed Wills, a récemment annoncé que le premier projet serait construit  dans la communauté forestière en difficulté de Shelton, Washington.
L'entreprise négocie avec des propriétaires forestiers afin de garantir un approvisionnement de 600 000 tonnes de résidus forestiers qui seront nécessaires chaque année pour alimenter cette centrale dont le coût de construction est évalué à 250 millions de dollars.
Dans leur demande de permis, Duke-AVERA-ADAGE ont fourni les données suivantes sur la pollution atmosphérique prévue. Ces données sont établies sur les émissions d'une centrale du même type en Floride.
- 247 t/an - PM
- 239 t/an - PM10
- 233 t/an - PM2.5
- 249 t/an - NOx
- 246 t/an - SO2
- 248 t/an - CO
- 40 t/an - H2SO4
- 63 t/an - COV
- 29 t/an - F

## Parc de production

### Centrales nucléaires
- Centrale nucléaire de Catawba
- Centrale nucléaire de McGuire
- Centrale nucléaire d'Oconee
- Centrale nucléaire de Marble Hill - Annulée
- Centrale nucléaire de Cherokee - Abandonnée
- Centrale nucléaire William States Lee III - Projet